# Sultanhisar
Sultanhisar ist eine Stadt im gleichnamigen Ilçe (Landkreis) der türkischen Provinz Aydın und gleichzeitig ein Stadtbezirk der 2012 geschaffenen Büyükşehir belediyesi Aydın (Großstadtgemeinde/Metropolprovinz). Der Ort befindet sich in unmittelbarer Nähe der antiken Ruinenstätte von Nysa am Mäander, er wurde 1924 (lt. Stadtlogo) 1924 zur Belediye erhoben.
Seit einer Gebietsreform 2014 ist der Ilçe (Landkreis) flächen- und einwohnermäßig identisch mit der Kreisstadt, alle 13 ehemaligen Dörfer und die zwei Gemeinden (Stand Ende 2012: Salavatlı und Atça) des Kreises wurden Mahalle (Stadtviertel) der Stadt.